# Rinunzia all'eredità
La rinunzia all'eredità o rinuncia all'eredità è un atto negoziale unilaterale non recettizio mediante il quale il chiamato all'eredità, davanti al notaio o al cancelliere del tribunale (dunque un pubblico ufficiale), rinuncia a subentrare nel patrimonio del de cuius. La rinuncia all'eredità deve sempre riguardare l'intera quota di eredità e non parte di essa.
Tale rinunzia deve essere esercitata entro i termini prescrizionali previsti per l'accettazione dell'eredità (10 anni) e decorre dall'apertura della successione.
La rinuncia non può essere tacita. La rinuncia può avere diversi motivi:
- Quello di volere ritrasferire a persone sue interessate (figli, fratelli, discendenti, ecc.) del patrimonio oggetto dell'eredità:
- Quello di temere di essere pregiudicato patrimonialmente dall'accettazione dei beni del defunto in quanto le passività superano le attività.

In quest'ultimo caso, si può verificare che i creditori del defunto possano essere danneggiati dalla mancata accettazione e quindi soddisfarsi sulle attività del chiamato l'eredità. I creditori possono ottenere una sentenza giudiziale con la quale vengono protetti gli interessi dei creditori facendosi autorizzare ad accettare in nome e luogo del rinunziante.